# مارغريت هوب بيكون
مارغريت هوب بيكون (بالإنجليزية: Margaret Hope Bacon)‏ هي مؤرخة ومحاضرة أمريكية، ولدت في 7 أبريل 1921، وتوفيت في 24 فبراير 2011.